# Монгольский Алтай
Монго́льский Алта́й, Эктаг-Алтай — горная система в юго-восточной части Алтая, расположена на границе между Монголией и Китаем. Состоит из нескольких разделённых долинами хребтов, растянувшихся на 1000 км с юго-востока на северо-запад. Ширина изменяется от 150 км до 300 км, высшая точка — гора Мунх-Хайрхан (4362 м).
Вершины хребтов имеют платообразную форму и покрыты ледниками, общая площадь которых составляет 830 км². Большая их часть, в том числе крупнейший ледник Потанина, расположена в массиве Таван-Богдо-Ула. Хребты в основном сложены кристаллическими сланцами, порфирами, порфиритами и гранитами. На увлажнённых склонах юго-западной стороны расположены луга и леса, на сухих северо-восточных склонах — степи и полупустыни.
Горная система Монгольского Алтая на севере подходит к высокогорьям Республики Алтай, на западе и юге располагаются полупустыни и пустыни Джунгарии и Гоби, а вся северо-восточная часть системы граничит с полупустынями Котловины Больших озёр. На востоке Монгольского Алтая располагается Алаг-Нурская впадина, которая отделяет его от более низкого Гобийского Алтая (высота до 3900 м). На северо-западной конечности хребта находится озеро Канас.

## Геология
Алтай в Монголии состоит, в основном, из слюды, порфира и гранита.

## Флора и фауна
Юго-западные склоны Алтая покрыты пастбищами и лесами, а на северо-восточных склонах горной системы экстремально сухой климат, в условиях которого расположились редкая степная растительность и полупустынные засушливые районы.